# Wohnhaus Schnoor 25

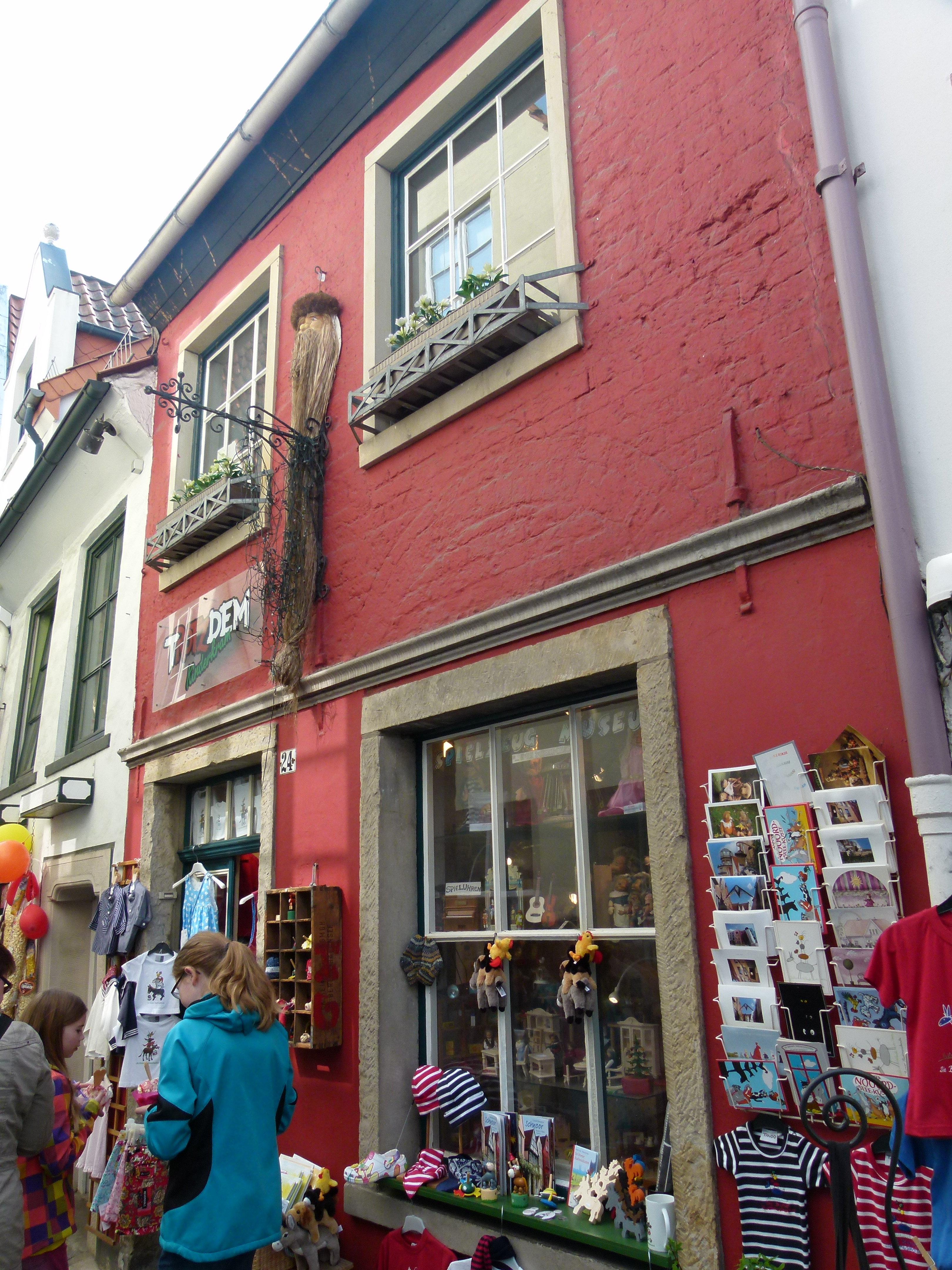
Schnoor 25: Zweites Haus links

Das Wohnhaus Schnoor 25 befindet sich in Bremen, Stadtteil Mitte im  Schnoorviertel, Schnoor 25. Es entstand um 1800.
Das Gebäude steht seit 1973 unter Bremer Denkmalschutz.

## Geschichte
Die ursprüngliche Bevölkerung des Schnoors bestand überwiegend aus Flussfischern und Schiffern. In der Epoche des Klassizismus und des Historismus entstanden von um 1800 bis 1890 die meisten oft kleinen Gebäude. Im weiteren Verlauf wurde es zum Arme-Leute-Viertel, das in weiten Bereichen verfiel – vor allem nach dem Zweiten Weltkrieg.
1959 wurde von der Stadt ein Ortsstatut zum Schutz der erhaltenswerten Bausubstanz beschlossen. Die Häuser wurden dokumentiert und viele seit den 1970er Jahren unter Denkmalschutz gestellt. Ab den 1960er Jahren fanden mit Unterstützung der Stadt Sanierungen, Lückenschließungen und Umbauten im Schnoor statt.
Das zweigeschossige, geputzte Haus mit einem Satteldach und den Türumrahmungen aus Sandstein wurde um 1800 in der Epoche des Klassizismus gebaut. An der Straße Schnoor ist es eines der wenigen traufständigen Häuser. Hier wohnte u. a. 1860 ein Arbeitsmann sowie 1904 ein Maurermeister. Das Haus wurde nach 1967 saniert.

Heute (2018) wird das Haus durch einen Laden (Bernsteinkontor) und zum Wohnen genutzt.
Der niederdeutsche Straßenname Schnoor (Snoor) bedeutet Schnur: Hier stehen die Häuser wie an einer Schnur aufgereiht. Der Name kam aber durch das Schiffshandwerk und der Herstellung von Seilen und Taue (= Schnur). 